# Начално училище „Свети Паисий Хилендарски“ (Банско)
„Св. Паисий Хилендарски“ е начално училище в град Банско.

## История
Училището е създадено през 1929 г. с помощта на дарения от родолюбиви банскалии.
Директор на училището е Евгения Тренчева.